# Jody Dobrowski
Jody Dobrowski (27 de julio de 1981 - 14 de octubre de 2005) fue el subdirector de un bar de 24 años de edad asesinado en octubre de 2005 en el parque «Clapham Common» en el sur de Londres; fue muerto a puñetazos y patadas por dos hombres que creían que era gay. Las pruebas llevadas a cabo en el hospital «St. George» en Tooting en el sur de Londres desvelaron que Dobrowski tenía el cerebro inflamado, la nariz rota y extensas contusiones en cuello, columna y región inguinal. Su familia fue incapaz de reconocerle por estar su cara tan altamente desfigurada, y tuvo que ser identificado por sus huellas dactilares.
Sus dos asaltantes, Thomas Pickford y Scott Walker, se declararon culpables del asesinato de Dobrowski en el juzgado penal de «Old Bailey» el 12 de mayo de 2006 y fueron condenados a cadena perpetua el 16 de junio de 2006 con un mínimo de 28 años por cumplir. Los dos hombres habían estado implicados en un ataque a otro hombre gay dos semanas antes del asesinato de Dobrowski. Walker había estado en libertad condicional por amenazas contra su madre, pero la libertad había caducado el día antes del asesinato, sin embargo no había caducado en la hora del previo asalto homofóbico.
Este fue un caso histórico en Gran Bretaña, al emplearse por primera vez la sección 146 del Acto de Justicia Criminal de 2003 para sentenciar a los asesinos. Este acto faculta a los tribunales para imponer sentencias más duras contra ofensas motivadas o agravadas por la orientación sexual de la víctima en Inglaterra y Gales. El juez que presidió fue Su Señoría Brian Barker.

## Antecedentes
Dobrowski nació en Stroud, Gloucestershire, Inglaterra aunque era de ascendencia polaca. Estudió una licenciatura en Ciencias Biomédicas junto con Toxicología en el Instituto Cardiff de la Universidad de Gales, y se mudó a Londres en 2001. Allí consiguió un trabajo como gerente de espectáculos en el club “Battersea Jongleurs / Bar Risa”, el local insignia de la famosa cadena de clubs de comedia. Unas semanas antes de su asesinato, a Dobrowski le fue ofrecido un puesto como subdirector en la sucursal del club en Camden Lock.
En una entrevista con el periódico The Times, el gorila del club en el que trabajaba Dobrowski dijo “si hubiese conocido a este caballero hubiera visto que era un joven fresco que nunca decía una palabra fea a nadie, ni siquiera a los borrachos que venían de la calle. Esa era su manera: un dulce chico agradable”. Después de la condena de Pickford y Walker, la familia de Dobrowski hizo una declaración en conjunto describiéndole como "un hombre inteligente, gracioso, trabajador y guapo, cuya vida le fue quitada brutal y despiadadamente a puñetazos y patadas".

## El ataque
El viernes, 14 de octubre de 2005, se informa que Dobrowski visitó a amigos en Clapham, donde había trabajado antes de colocar clubs para su promoción. Dejó a los amigos alrededor de las 22:15 horas, y se fue a dar un paseo de diez minutos por el parque de “Clapham Common”. Sus asesinos rondaban por allí tras una noche de borrachera. El juez Brian Barker dijo que los dos habían ido a “Clapham Common” específicamente para cometer actos de "matonismo homofóbico". Dobrowski se cruzó con los dos hombres quienes automáticamente asumieron que era gay, ya que “Clapham Common” es un lugar de cruising para gais muy conocido.
La policía dice que hubo un breve intercambio de palabras antes de que Pickford comenzara a darle puñetazos a Dobrowski. Walker entonces participó en el ataque. Un testigo que intervino fue asustado y le dijeron: “No queremos maricas aquí y por eso podemos matarle si queremos”. Ellos entonces continuaron su ataque durante un tiempo desconocido, mientras que, según testigos, lanzaban continuamente insultos homofóbicos.
Las heridas que quedaron en la víctima fueron tan graves que un patólogo no fue capaz de identificar cuántas veces había sido golpeado, sin embargo identificó 33 áreas de lesión en la cabeza, la cara, las orejas y el cuello. Dobrowski tuvo que ser identificado por sus huellas dactilares. Un policía que llegó al lugar del crimen le describió como “una papilla ensangrentada”. Estaba inconsciente cuando fue encontrado en las primeras horas del sábado, 15 de octubre, y murió de sus heridas más tarde en el hospital.
Hubo una gran atención de parte de los medios de comunicación sobre el ataque debido a su brutalidad, la condición gay de Dobrowski y que fuera considerado un crimen motivado por el odio. La policía localizó con el tiempo a los dos asesinos, quienes fueron detenidos una semana después y, finalmente, confesaron el 12 de mayo de 2006 y fueron condenados a cadena perpetua con un mínimo de 28 años. En enero de 2006 negaron inicialmente haber cometido el delito.

## Película “Clapham Junction”
En 2007, la cadena de televisión del Reino Unido Channel 4 estrenó “Clapham Junction”, un telefilm basado en parte en el asesinato. La película escrita por Kevin Elyot y dirigida por Adrian Shergold retrata con algún detalle la víctima Jody Dobrowski. En el guion de la película sin embargo, el nombre de la víctima de “Clapham Common” fue cambiado a Alfie Cartwright, un camarero. El papel fue interpretado por el actor David Leon. La película se emitió por primera vez el 22 de julio de 2007 en Channel 4, casi dos años después del asesinato, para conmemorar el 40.º aniversario de la despenalización de la homosexualidad en Inglaterra y Gales; una película en contra de la violencia contra los homosexuales y crímenes motivados por el odio hacia la orientación sexual. Se mostró una segunda vez en More4, unos días más tarde, el 30 de julio de 2007.